# Sommelsdijk

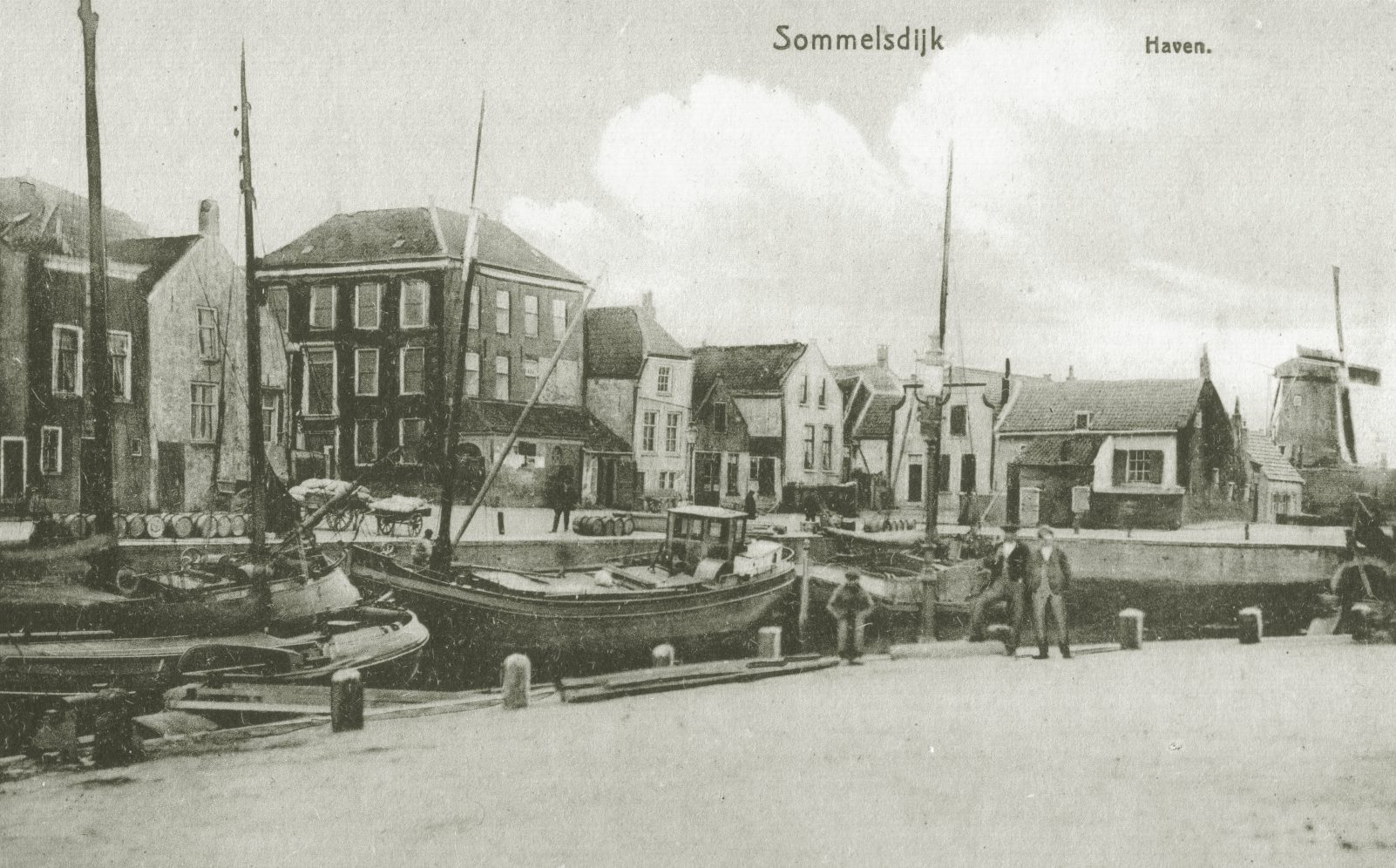
Alte Postkartenansicht von Sommelsdijk mit Hafen und Mühle

Sommelsdijk ist ein Ort auf der Insel Goeree-Overflakkee in Südholland. Zusammen mit Nieuwe-Tonge, Middelharnis und Stad aan 't Haringvliet bildete es die Gemeinde Middelharnis. Seit dem 1. Januar 2013 gehört dieses Gebiet zur Gemeinde Goeree-Overflakkee. Nachbarorte sind Melissant, Ouddorp und Dirksland. Sommelsdijk hatte am 1. Januar 2024 7.475 Einwohner, die den Ort zur zweitgrößten Siedlung der Insel machen.
Früher war Sommelsdijk der einzige Ort der Insel, der zu Zeeland gehörte. 1805 wurde er an Holland abgegeben. 1866 wurde Sommelsdijk nach Middelharnis eingemeindet.

## Persönlichkeiten
- Das niederländische Adelsgeschlecht Van Aerssen war im Zeitraum des 17. und 18. Jahrhunderts im Besitz der Herrlichkeit Sommelsdijk. Das Van Aerssenhuis  steht in der Voorstraat 31.
- Theo van den Doel (* 1952), Politiker (VVD)
- Arie Luyendyk (* 1953), Gewinner der Indy 500 (1990, 1997)